# Sergio Bergman
Sergio Bergman, né le 23 janvier 1962 à Buenos Aires, est un rabbin conservateur et homme politique argentin.
Bergman occupe le poste de rabbin de la synagogue de la Congrégation Israélite Argentine. Il est le PDG de la Fondation Judaica, et président de la Fondation Argentina Ciudadana, en tant que directeur exécutif de Red de Acciones et Iniciativas Comunitarias por la Empresa Social.

## Études et carrière rabbinique
Le rabbin Bergman est diplômé de la Faculté de pharmacie et de biochimie de l'Université de Buenos Aires. Il a reçu son ordination rabbinique en 1992, diplômé du Séminaire rabbinique Marshall Meyer d'Amérique latine de Buenos Aires et le Hebrew Union College à Jérusalem.